# A Turma do Balão Mágico (álbum de 1984)
A Turma do Balão Mágico é o terceiro álbum do grupo A Turma do Balão Mágico, lançado em 1984. Segundo a Revista Manchete o disco vendeu mais de 1 milhão e meio de cópias até meados de 1985; já segundo reportagem do jornal O Globo, foram mais de 2,5 milhões de cópias até a publicação do conteúdo. As faixas deste álbum se originaram num especial da primavera, exibido pela Globo em 21 de setembro de 1984. O especial A Turma do Balão Mágico em Amigos do Peito teve direção geral de Augusto César Vannucci, com direção de Paulo Netto, redação de Wilson Rocha, criação de Stil, Edi Newton e Paulo Netto, como um programa de Augusto César Vannucci.
Este foi o primeiro álbum com o integrante Jairzinho no grupo. O álbum traz a participação especial do cantor Roberto Carlos e Baby Consuelo.

## Lista de faixas

### Lado A
1. "É Tão Lindo" (com Roberto Carlos)
2. "Quadrinhas e Um Refrão"
3. "Se Enamora"
4. "Mãe, Me Dá Um Dinheirinho" (Com Pepeu Gomes e Baby Consuelo)
5. "Zip e Zap"
6. "Bombom"

### Lado B
1. "Amigos do Peito" (Com Fábio Júnior)
2. "Meu Mocinho, Meu Cowboy"
3. "Dia dos Pais"
4. "Tia Josefina"
5. "Palha e Aço"
6. "Dia de Festa" (Com Fofão)